# Valdívia
Wanderson Ferreira de Oliveira, meglio noto come Valdívia (Jaciara, 4 ottobre 1994), è un calciatore brasiliano, centrocampista o ala del Jeonnam Dragons.

## Caratteristiche tecniche
È un trequartista.

## Carriera
È cresciuto nelle giovanili dell'Internacional, ha esordito il 6 ottobre 2013 in occasione del match vinto 1-0 contro la Fluminense.